# Bilbobus
Bilbobus es el servicio de autobuses de transporte público urbano que opera en la villa vizcaína de Bilbao, España. Cuatro de sus líneas también entran durante unos metros en las zonas de Arrigorriaga (líneas 40 y 50) Baracaldo (línea 88) y Erandio (línea A7).
Toma su nombre del topónimo de la ciudad en euskera: Bilbo.

## Datos del servicio
Bilbobus cuenta con una flota de 153 vehículos, 45 líneas (37 diurnas y 8 nocturnas) y durante el año 2015, el número de viajeros transportados ascendió a 26,1 millones, lo que supone un incremento respecto a 2014. La mayor parte de los viajes se realizan por trabajo (el 44 %), según informó el Ayuntamiento. Un día laborable utilizan el servicio una media de 86 808 personas, siendo la hora de máxima afluencia la comprendida entre las 13 y las 14 horas. La calificación del servicio alcanza el notable, un 7,32 sobre 10, según datos arrojados por encuestas realizadas a los usuarios; siendo las líneas 10, 03, 27, A1 y G3 las mejor valoradas. El servicio nocturno es el mejor valorado por los viajeros (7,4).
La venta de billetes cubre un 30 % del coste del servicio, siendo el resto complementado por el Ayuntamiento; el 100 % de la flota está adaptada con piso bajo; el 70 % de los clientes son mujeres, principalmente trabajadoras por cuenta ajena, de entre 30 y 64 años; la velocidad media del conjunto del servicio fue de 14,7 km/h y los vehículos recorrieron 6,31 millones de km.
Bilbobus cuenta con 516 paradas, lo que supone que el 99'8 % de la población se encuentre a menos de 300m de una de ellas; es además el medio de transporte más económico de la ciudad, siendo el método de pago más utilizado el Creditrans (61,6 %), mientras el billete ocasional sólo fue utilizado por un 4'63 % de los clientes.
Por líneas, la más utilizada fue la 77 con 2 095 000 usuarios, seguida de cerca por la 56 con 1 953 000 clientes. las líneas 62 y 77 fueron las que mayor incremento de usuarios experimentaron.
El mes con mayor número de viajeros fue marzo, con 2,63 millones.
La máxima cifra de viajeros se registró en 1995, con 32,5 millones de viajeros.

## Transporte urbano en Bilbao
Bilbobus es gestionado actualmente por Alsa bajo la marca comercial BioBide. La multinacional francesa Veolia -que tras ganar un concurso municipal convocado por el Ayuntamiento de Bilbao, se hizo cargo de la gestión a partir del 1 de agosto de 2008, en detrimento de Transportes Colectivos S.A. (anteriormente TUGBSA, Transportes Urbanos del Gran Bilbao SA), empresa que venía prestando el servicio desde su creación en 1988, y anteriormente desde la época de los tranvías, pero sin la denominación municipal de "Bilbobus" traspasó la concesión del servicio a las compañías Alsa y Pesa, aduciendo pérdidas económicas en la explotación del servicio en ejercicios anteriores. Desde mayo de 2012, BioBide explota el servicio.
Bilbobus fue creado en 1988 por el Ayuntamiento, unificando bajo un mismo nombre todo el servicio de transporte urbano de Bilbao, tanto el de los autobuses —de color rojo tipo TCSA— como el de los microbuses —azules—, que prestaban un servicio más rápido que éstos, con paradas a voluntad del cliente, y sin posibilidad de viajar de pie. El servicio fue adjudicado a Transportes Colectivos.
Bajo diferentes denominaciones, TCSA llevaba ciento treinta años prestando el servicio de transporte colectivo urbano, tanto con los actuales autobuses, como con los antiguos microbuses "azulitos", los trolebuses y los tranvías. Tiene el honor de haber comenzado la primera explotación de tranvías eléctricos (1896 con la línea Bilbao Santurce), trolebuses (1940) y microbuses (1960) de toda España. Para los tranvías tenía la concesión a perpetuidad, pero el nuevo tranvía ha sido adjudicado a Euskotren. Hasta la llegada del metro, Transportes Colectivos tenía la exclusividad del transporte urbano de Bilbao.
Tras finalizar el contrato de gestión con el Ayuntamiento de Bilbao, participó en el concurso público para continuar prestando el servicio junto a otras tres empresas (la multinacional francesa Veolia, la compañía catalana Sarbus y la UTE formada por Pesa, Gertek y CAF). Finalmente fue Veolia la que consiguió hacerse con la gestión de Bilbobus, al presentar la oferta más económica. Tras un periodo de incertidumbre, en el que TCSA se resistía a perder la concesión recorriendola y pidiendo su suspensión cautelar, la transición se produce, tal y como estaba previsto, el 1 de agosto de 2008 sin ningún perjuicio para los usuarios.
Los bilbobuses son fácilmente reconocibles por ser enteramente rojos, con la leyenda Bilbobus en grandes letras blancas, y la B —distintivo del Ayuntamiento de Bilbao— en las puertas. Originariamente, los autobuses eran blancos con rayas rojas y letras azules, con la leyenda BILBOBUS, como el de la foto al margen. En octubre de 2013 y vía concurso público se concedió por primera vez desde el nacimiento de Bilbobus la licencia para la explotación de los espacios publicitarios exteriores de toda la flota. La empresa vasca COMUNITAC fue la adjudicataria del derecho de explotación durante 4 años de dichos espacios a cambio del pago de un canon a razón de 470 000 € anuales.

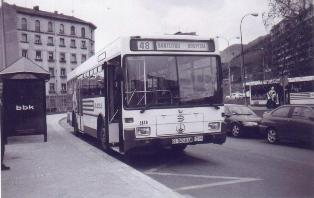
Mercedes 0-405 con la decoración original.

Es parte de una gran red de transporte operada por el Gobierno Vasco, y por la Diputación Foral de Vizcaya, que incluye Bizkaibus, el metro, el servicio de tranvía y los trenes de Euskotren, así como el Puente de Vizcaya o los funiculares de Larreineta y de Archanda. Todos estos se encuentran relacionados a través del Consorcio de Transportes de Vizcaya.
La representación de los trabajadores la realizan seis centrales sindicales, que son: UGT, USO, CCOO, LAB, ELA y el SIC

## Líneas
El servicio diurno cuenta con 37 líneas operando en la ciudad. Seis líneas más pequeñas (con microbús o autobús de 9m o 10,5m Mercedes Benz Citaro K) que comunican la ciudad con las afueras, y circulan por calles estrechas.
Cada línea cuenta con sus propios horarios, pero los servicios en general comienzan entre las 5:30 y 7:00. El último servicio parte, en general, entre las 22:00 y las 0:00, siendo el último el de la Línea 03. Las unidades suelen pasar por las paradas con bastante frecuencia (10-15-20 minutos en general), dependiendo de las líneas.
Las líneas son las siguientes:
| Línea | Nombre del Trayecto Línea en Castellano | Nombre del Trayecto Línea en Euskera | Frecuencia días laborables | Duración aprox. del viaje | Tipo/s de vehículo/s                            |
| ----- | --------------------------------------- | ------------------------------------ | -------------------------- | ------------------------- | ----------------------------------------------- |
| 01    | Arangoiti Plaza Circular                | Arangoiti Plaza Biribila             | 15'                        | 20'                       | Serie: 600, 750 y 900                           |
| 03    | Plaza Circular Otxarkoaga               | Plaza Biribila Otxarkoaga            | 10'                        | 15'                       | Serie: 600, 700, 750 y esporádicamente 900      |
| 10    | Elorrieta Plaza Circular                | Elorrieta Plaza Biribila             | 15'                        | 25'                       | Serie: 600, 700, 720, 750 y 900 esporádicamente |
| 11    | Deusto Bilbao La Vieja                  | Deustu Bilbo Zaharra                 | 30'                        | 20'                       | Serie: 730 y 900                                |
| 13    | San Ignacio Txurdinaga                  | San Ignazio Txurdinaga               | 15'                        | 55'                       | Serie: 600, 740, 750 y esporádicamente 900      |
| 18    | San Ignacio Zorroza                     | San Ignazio Zorrotza                 | 20'                        | 40'                       | Serie: 600, 700, 720, 750 y esporádicamente 900 |
| 22    | Sarrikue Atxuri                         | Sarrikue Atxuri                      | 20'                        | 20'                       | Serie: 900                                      |
| 27    | Arabella Betolatza                      | Arabella Betolatza                   | 15'                        | 40'                       | Serie: 600, 740, 750 y esporádicamente 900      |
| 28    | Uribarri Altamira                       | Uribarri Altamira                    | 20'                        | 35'                       | Serie: 900                                      |
| 30    | Txurdinaga Miribilla                    | Txurdinaga Miribilla                 | 15'                        | 35'                       | Serie: 600, 700, 750 y esporádicamente 900      |
| 34    | Otxarkoaga Santutxu                     | Otxarkoaga Santutxu                  | 30'                        | 15'                       | Serie: 900                                      |
| 38    | Otxarkoaga Intermodal                   | Otxarkoaga Intermodala               | 15'                        | 45'                       | Serie: 600, 700, 750 y esporádicamente 900      |
| 40    | La Peña Plaza Circular                  | Abusu Plaza Biribila                 | 20'                        | 25' (Ida) / 30' (Vuelta)  | Serie: 600, 750 y 900                           |
| 43    | Garaizar Santutxu                       | Garaizar Santutxu                    | 30'                        | 15'                       | Serie: 900                                      |
| 48    | Santutxu Lezeaga                        | Santutxu Lezeaga                     | 20'                        | 45'                       | Serie: 600, 750 y esporádicamente 900           |
| 50    | Buia La Peña                            | Buia Abusu                           | 30'                        | 10'                       | Serie: 900                                      |
| 55    | Mina del Morro Miribilla                | Larreagaburu Miribilla               | 60'                        | 25'                       | Serie: 900                                      |
| 56    | La Peña Sagrado Corazón                 | Abusu Jesusen Bihotza                | 10'                        | 25'                       | Serie: 600, 700, 720, 750 y esporádicamente 900 |
| 57    | Miribilla Hospital Basurto              | Miribilla Basurtuko Ospitalea        | 60'                        | 25´                       | Serie: 900                                      |
| 58    | Monte Caramelo Bilbao La Vieja          | Mintegitxueta Bilbo Zaharra          | 20'                        | 40'                       | Serie: 600, 750 y 900                           |
| 62    | Sagrado Corazón Arabella                | Jesusen Bihotza Arabella             | 20'                        | 25'                       | Serie: 600, 700, 750 y esporádicamente 900      |
| 71    | Miribilla San Ignacio                   | Miribilla San Ignazio                | 20'                        | 45'                       | Serie: 600, 750 y esporádicamente 900           |
| 72    | Larraskitu Castaños                     | Larraskitu Gazteleku                 | 15'                        | 30'                       | Serie: 600, 750 y esporádicamente 900           |
| 75    | San Adrián Atxuri                       | San Adrián Atxuri                    | 15'                        | 25'                       | Serie: 600, 750 y esporádicamente 900           |
| 76    | Artazu/Xalbador Moyúa                   | Artazu/Xalbador Moyúa                | 20'                        | 25'                       | Serie: 600, 750 y esporádicamente 900           |
| 77    | Peñascal Mina del Morro                 | Peñascal Larreagaburu                | 12'                        | 35'                       | Serie: 600, 700, 720, 750 y esporádicamente 900 |
| 85    | Siete Campas Atxuri                     | Zazpilanda Atxuri                    | 20'                        | 35'                       | Serie: 600, 700, 720, 750 y esporádicamente 900 |
| 88    | Castrejana Indautxu                     | Kastrexana Indautxu                  | 60'                        | 25'                       | Serie: 900                                      |

### "Auzolineak" (líneas para barrios)
Su distintivo es "A". Se ofrecen mayormente mediante autobuses de 8 metros. Conecta barriadas con barrios más importantes, y por ende con otras líneas de Bilbobus u otros medios de transporte o con el Centro de Bilbao.
| Línea | Nombre del Trayecto Línea en Castellano | Nombre del Trayecto Línea en Euskera | Frecuencia días laborables | Duración aprox. del viaje | Tipo/s de vehículo/s                           |
| ----- | --------------------------------------- | ------------------------------------ | -------------------------- | ------------------------- | ---------------------------------------------- |
| A1    | Asunción Plaza Circular                 | Jasokunde Plaza Biribila             | 60'                        | 25'                       | serie 900.                                     |
| A2    | Solokoetxe Plaza Circular               | Solokoetxe Plaza Biribila            | 30'                        | 10'                       | Microbús y 20.                                 |
| A3    | Olabeaga Moyúa                          | Olabeaga Moyúa                       | 20'                        | 10'                       | Serie: 900.                                    |
| A4    | Zorrozaurre Deusto                      | Zorrotzaurre Deustu                  | 20'                        | 10'                       | Serie: 600, 750 y 900                          |
| A5    | Prim Plaza Circular                     | Prim Plaza Biribila                  | 30'                        | 10'                       | Serie: 20, 730, 900 y esporádicamente Microbús |
| A6    | Arangoiti Deusto                        | Arangoiti Deustu                     | 15'                        | 10'                       | Serie: 900.                                    |
| A7    | Artxanda Arenal                         | Artxanda Areatza                     | 60' (30')                  | 45' (Ida) 15' (Vuelta)    | Serie: 600, 750 y esporádicamente 900          |
| A8    | San Justo Amezola                       | San Justo Ametzola                   | 60'                        | 20'                       | Microbús.                                      |
| A9    | Abando Hospital Santa Marina            | Abando Santa Marina Ospitalea        | 60'                        | 20'                       | Serie: 600, 750 y esporádicamente 900          |

### "Gautxori" (servicios nocturnos)
El distintivo es "G". El servicio funciona los viernes de 23:00 a 2:00, y los sábados de 23:00 a 7:00. Todas las líneas Gautxori admiten solo pago mediante Creditrans o Gizatrans y no el pago del billete en metálico.  
| Línea | Nombre del Trayecto Línea en Castellano | Nombre del Trayecto Línea en Euskera | Frecuencia Viernes y Sábados | Tipo/s de vehículo/s |
| ----- | --------------------------------------- | ------------------------------------ | ---------------------------- | -------------------- |
| G1    | Arabella Plaza Circular                 | Arabella Plaza Biribila              | 30'                          | Serie 900.           |
| G2    | Otxarkoaga Plaza Circular               | Otxarkoaga Plaza Biribila            | 30'                          | Serie: 600, 750      |
| G3    | Larraskitu Plaza Circular               | Larraskitu Plaza Biribila            | 30'                          | Serie: 600, 750      |
| G4    | La Peña Plaza Circular                  | Abusu Plaza Biribila                 | 30'                          | Serie: 600, 750      |
| G5    | San Adrián/Miribilla Plaza Circular     | San Adrián/Miribilla Plaza Biribila  | 30'                          | Serie: 600, 750      |
| G6    | Altamira/Zorroza Plaza Circular         | Altamira/Zorrotza Plaza Biribila     | 30'                          | Serie: 600, 750      |
| G7    | Mina del Morro Plaza Circular           | Larreagaburu Plaza Biribila          | 30'                          | Serie: 600, 750      |
| G8    | Arangoiti Plaza Circular                | Arangoiti Plaza Biribila             | 30'                          | Serie: 600, 750, 900 |

### Servicios especiales
- Semana Grande: autobuses Gautxori durante toda la noche, todos los días que duran las fiestas. El billete se abona sólo mediante Barik.
- Partidos de fútbol: los días en que los encuentros finalizan después de las 22:00, se prolonga el funcionamiento de las líneas E28 (hacia ambos sentidos),E38, E56, E57 y E62, creando las líneas especiales.
- Partidos de Baloncesto: los días de partido en el Bilbao Arena, funciona la línea E7 entre la Estación de Abando y el Palacio de deportes. También se les añade una parada a las líneas 30, 71, 75 y 76.
- Partidos de pelota: los días de partido en el Frontón de Bilbao, funciona la línea E2 entre la Estación de Abando y el Frontón Bizkaia.
- Funicular de Artxanda: cuando el funicular de Artxanda no está operativo es sustituido por una línea especial de Bilbobus: la línea E5.

### Líneas suprimidas
| Línea | Recorrido                         | Fechas de funcionamiento                              |
| ----- | --------------------------------- | ----------------------------------------------------- |
| 08    | Siete Campas - Plaza España       | 1988 1990 (fusionada con la línea 85 Hospital-Atxuri) |
| 16    | San Ignacio - Indautxu            | 1988 1995 (suprimida por el metro)                    |
| 26    | Uribarri - Sagrado Corazón        | 1988 199X (se alarga a la feria de muestras)          |
| 26    | Uribarri - Feria de Muestras      | 199x 199X (se lleva a Termibus)                       |
| 26    | Uribarri - Termibus               | 199X 2013 (se acorta a San Mamés)                     |
| 26    | Uribarri - San Mamés              | 2013 2015 (se fusiona con la línea 80)                |
| 40/   | Santutxu - Plaza España (directo) | 1995 1997 (suprimida por el metro)                    |
| 46    | Santutxu - Plaza Campuzano        | 1997 2000 (suprimida por el metro)                    |
| 80    | Monte Caramelo - Plaza España     | 1988 1990 (fusionada con la línea 08)                 |
| 80    | Altamira - Termibus               | 2005 2015 (se fusiona con la línea 26)                |
| A7    | Larreagaburu - Solokoetxe         | 2006 2008 (suprimida por falta de viajeros)           |

## Tarifas y billetes
| Tipo de billete                                        | Coste 2024 (A partir de febrero de 2024) | En 2011  |
| ------------------------------------------------------ | ---------------------------------------- | -------- |
| Billete Ordinario                                      | 1,35 €                                   | 1,20 €   |
| Creditrans Barik                                       | 0,33 €                                   | 0,57 €   |
| Gizatrans Barik (Jubilados, discapacitados)            | 0,16€                                    | 0,28 €   |
| Hirukotrans F20 (familia numerosa cat. general)        | 0,24 €                                   | 0,45 €   |
| Hirukotrans F50 (familia numerosa cat. especial)       | 0,16 €                                   | 0,28 €   |
| Bilbotrans (desempleados, rentas bajas, minusválidos)  | 0,16 €                                   | 0,28 €   |
| Gazte Bio (menores de 26 años empadronados en Vizcaya) | Mensual: 16,50€                          | -        |
| Transbordo en tiempo inferior a 45'                    | Gratuito                                 | Gratuito |

### Gazte Bio
El bono mensual Gazte Bio fue un título consorciado que se vendió hasta el 1 de enero de 2024. Fue un título de uso particular de cada institución en los operadores que eran de su responsabilidad, es decir, Bilbobus y Funicular de Artxanda para el Ayuntamiento de Bilbao.
Fue solamente válido para menores de 26 años y empadronados en cualquier municipio del territorio histórico de Vizcaya. Permitió hacer un número ilimitado de viajes durante 30 días consecutivos desde la fecha de compra, para cualquier destino en Bilbobus y Funicular de Artxanda. Para poder contar con el bono mensual Gazte Bio se requería tener una Tarjeta Barik personalizada (con foto, personal e intransferible) y presentar el volante de empadronamiento para acreditar que se estaba empadronado en Vizcaya.
El billete ocasional se adquiere al conductor, mientras los bonos se dispensan en las cabinas de venta e información de Bilbobus, situadas en Gran Vía/Plaza Circular, Arenal frente al Arriaga, Deusto (Pl. San Pedro) y Recalde. Así mismo, en la oficina de atención al cliente, ubicada en C/ Licenciado Poza N.º 8.

### Bilbotrans
Se trata de una tarifa social bonificada otorgada por el Ayuntamiento de Bilbao. Por ello, está dirigida a personas empadronadas en Bilbao. La ayuda está contemplada para aquellas personas beneficiarias de la Renta de Garantía de Ingresos (RGI), desempleados de larga duración y personas con discapacidad entre el 33 % y el 65 %.

## Características de autobuses

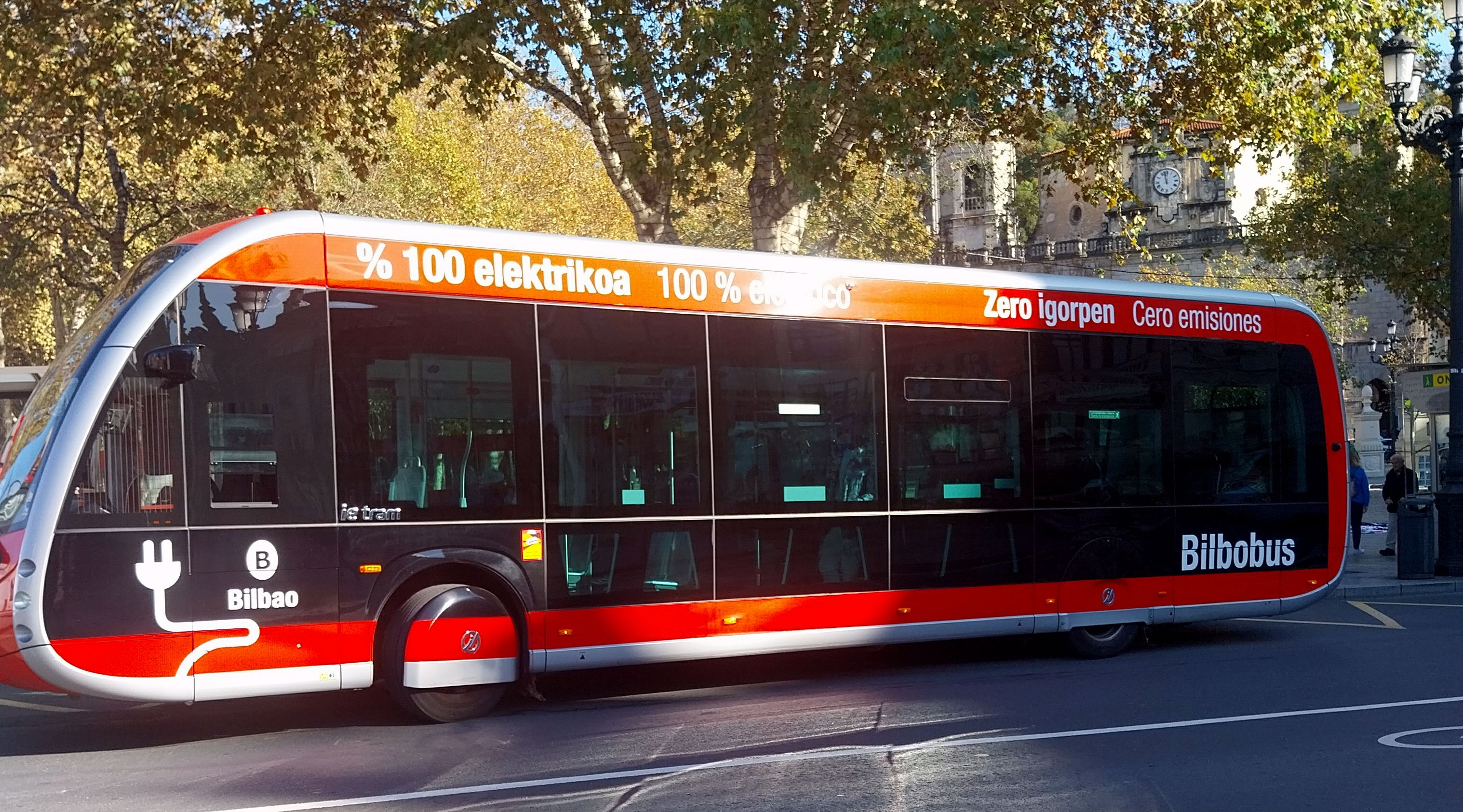
Unidad eléctrica de BilboBus (imagen de 2023)

La flota está compuesta por 153 vehículos, que durante 2012 recorrieron más de 6 427 000 de kilómetros. Todos cuentan con piso inferior bajo, con lo que están adaptados para personas con movilidad reducida (PMR), y cuentan con paneles electrónicos en el interior para informar de la siguiente parada, así como de la temperatura, fecha y hora. En las paradas más concurridas hay pantallas de información al viajero sobre el tiempo de espera a la siguiente unidad (hay 128), para lo que se utiliza el dispositivo GPS incorporado en cada vehículo. Además, las unidades incorporan cámaras de vigilancia tanto para evitar situaciones violentas dentro del autobús, como para grabar el recorrido por el que discurre el vehículo y poder así detectar posibles puntos conflictivos que provoquen retrasos (coches en doble fila, contenedores mal colocados, calles estrechas, etc.). Así mismo, las unidades incluyen altavoces que anuncian las paradas en caso de que viajen invidentes en el vehículo.
En el año 1992 se incorporaron a la flota las primeras unidades de piso bajo (Van Hool A-300); como curiosidad, éstos vehículos, procedentes de Bélgica, participaron en las olimpiadas de Barcelona 92, trasladando a incapacitados a los recintos donde se desarrollaron los juegos.
En el año 1996 se incorporaron las primeras unidades equipadas con aire acondicionado, modelo MAN NL 202
La edad media de la flota es de unos seis años, y está compuesta por los siguientes modelos de autobús:
| Modelo                           | Carrocería    | Serie | Características-Prestaciones | Año                      |
| -------------------------------- | ------------- | ----- | --- | ------------------------ |
| Mercedes Benz Sprinter city 65   | Mercedes-Benz | 9     | Aire acondicionado, suelo bajo parcial con rampa, anunciador acústico y óptico para invidentes o personas con discapacidad auditiva, letrero electrónico; microbús. | 2017                     |
| Karsan e-atak                    | Karsan        | 20    | Aire acondicionado, suelo bajo con rampa, arrodillamiento, letrero electrónico, Cuadro de mandos táctil, luminosidad, ayudas para personas discapacitadas. 100 % ELÉCTRICOS. | 2022                     |
| Mercedes Benz Citaro C2          | Mercedes      | 600   | Aire acondicionado, suelo bajo con rampa, arrodillamiento, letrero electrónico, normativa europea Euro VI, que conlleva para todas las nuevas matriculaciones una reducción de los óxidos de nitrógeno en un 80 % y de la masa de partículas en un 66 %. | 2014/2015/2016           |
| Irizar i2e                       | Irizar        | 700   | Aire acondicionado, suelo bajo con rampa, arrodillamiento, letrero electrónico. 100 % ELÉCTRICOS. | 2016/2018                |
| Irizar ie tram                   | Irizar        | 700   | Atributos estéticos de tranvía que combina la gran capacidad, la facilidad de acceso y la circulación interior de un tranvía con la flexibilidad de un autobús, Aire acondicionado, suelo bajo integral con rampa, arrodillamiento, letrero electrónico. 100 % ELÉCTRICOS. | 2022/2023                |
| Solaris Urbino 12                | Solaris       | 720   | Aire acondicionado, suelo bajo con rampa, arrodillamiento, letrero electrónico, Cuadro de mandos táctil, amplia luminosidad interior y exterior, más medidas de ayuda a personas discapacitadas. 100 % ELÉCTRICOS. | 2020                     |
| Solaris Urbino 8.9               | Solaris       | 730   | Aire acondicionado, suelo bajo con rampa, arrodillamiento, letrero electrónico, Cuadro de mandos táctil, luminosidad, ayudas para personas discapacitadas. 100 % ELÉCTRICOS. | 2023                     |
| MAN LION’S CITY 10 E             | Man           | 731   | Aire acondicionado, suelo bajo con rampa, arrodillamiento, letrero electrónico, Cuadro de mandos táctil, luminosidad, ayudas para personas discapacitadas.Con una longitud de vehículo de 10,5 metros, el MAN Lion's City 10 E totalmente eléctrico es un todoterreno compacto y extremadamente maniobrable. Sus dimensiones compactas, un diámetro de giro récord de 17,2 metros y una distancia entre ejes de solo 4,4 metros convierten al último miembro de la familia MAN Lion's City E en la solución ideal para vías estrechas para el servicio regular en el centro de las ciudades. 100 % ELÉCTRICOS. | 2024                     |
| Mercedes Benz eCitaro            | Mercedes      | 740   | Tienen una longitud de 12 metros y tres puertas, sin escalón en la tercera puerta, pulsadores con inscripción en Braille y avisador acústico y óptico. Disponen de sistema de ‘kneeling’ o arrodillamiento para facilitar el acceso, y de rampa eléctrica Hübner y manual superpuesta para PMRSR en puerta central, con banda de Led integrada, los autobuses tienen dos espacios permanentes reservados para las sillas de ruedas. 100 % ELÉCTRICOS. | 2024                     |
| Mercedes Benz Citaro Hybrid      | Mercedes      | 750   | Tienen una longitud de 12 metros y tres puertas, sin escalón en la tercera puerta, pulsadores con inscripción en Braille y avisador acústico y óptico. Disponen de sistema de ‘kneeling’ o arrodillamiento para facilitar el acceso, y de rampa eléctrica Hübner y manual superpuesta para PMRSR en puerta central, con banda de Led integrada, los autobuses tienen dos espacios permanentes reservados para las sillas de ruedas. HÍBRIDOS. | 2018/2019/2020/2021/2022 |
| Mercedes Benz Citaro C2 modelo K | Mercedes      | 900   | Aire acondicionado, suelo bajo con rampa, arrodillamiento, letrero electrónico, normativa europea Euro VI, que conlleva para todas las nuevas matriculaciones una reducción de los óxidos de nitrógeno en un 80 % y de la masa de partículas en un 66 %. Miden 10,5 metros de longitud. | 2017/2018/2019           |
| Mercedes Benz Citaro Hybrid K    | Mercedes      | 900   | Tienen una longitud de 10,5 metros y dos puertas, pulsadores con inscripción en Braille y avisador acústico y óptico. Disponen de sistema de ‘kneeling’ o arrodillamiento para facilitar el acceso, y de rampa eléctrica Hübner y manual superpuesta para PMRSR en puerta central, con banda de Led integrada, los autobuses tienen dos espacios permanentes reservados para las sillas de ruedas. HÍBRIDOS. | 2020/2021/2022           |

### Autobuses retirados, pero ejercen otras funciones
| Modelo            | Carrocería     | Serie | Características-Prestaciones | Año       |
| ----------------- | -------------- | ----- | --- | --------- |
| Mercedes 0-405 N2 | Hispano VÖV II | 836   | Aire acondicionado, suelo bajo con rampa, arrodillamiento, letrero electrónico. Utilizado como aula móvil.                                                    | 1998/1999 |
| Mercedes 0-530    | Citaro         | 1039  | Aire acondicionado, suelo bajo con rampa, arrodillamiento, anunciador acústico de paradas para invidentes, letrero electrónico. Utilizado para educación vial | 2005      |

## Bilbao City View (autobús turístico)
Actualmente consta de una flota de dos autobuses, cada uno de dos pisos descapotables, también forma parte de Bilbobus. Se trata de un servicio Hop On Hop Off al que puedes acceder durante 24 horas después de haber validado el billete. La parada de salida se encuentra frente al Museo Guggenheim Bilbao. Aunque su gestión no la hace Bilbobus sino la propia Biobide.
| Modelo      | Carrocería | Serie | Características-Prestaciones                                                                                   | Año |
| ----------- | ---------- | ----- | --- | --- |
| Volvo B9-TL | Unvi Urbis | 100   | Los autobuses de 2 pisos, Aire acondicionado en el piso bajo, Descapotable piso superior, letrero electrónico. |     |

Desde el 1 de junio hasta el 30 de septiembre los horarios de salida son: 10:30, 11:00, 11:30, 12:00, 12:30, 13:00, 13:30, 14:00, 14:30, 15:00, 15:30, 16:00, 16:30, 17:00, 17:30, 18:00, 18:30, 19:00 y 19:30. El resto del año los horarios de salida son: 10:30, 11:30, 12:30, 13:30, 14:30, 15:30, 16:30, 17:30, 18:30 y 19:30.
Este autobús tiene las siguientes paradas a lo largo del recorrido:
- Guggenheim Bilbao 6131 Mazarredo / Guggenheim
- San Mamés 8136 San Mamés
- Euskalduna Museo Marítimo 6217 Jesusen Bihotza 1
- Parque Casilda Iturrizar Museo de Bellas Artes 6206 Gran Vía 43
- Azkuna Zentroa 6226 Urquijo / Bizkaia Pl.
- Gran Vía, 7 6113 Gran Vía 7
- Teatro Arriaga 5102 Arenal / Arriaga
- Casco Viejo Siete Calles 5106 Ribera / Merkatua
- Ayuntamiento / Udaletxea 2108 Ernesto Erkoreka / Udaletxea
- Zubizuri 2105 Campo Volantín 23
- Universidad de Deusto Pasarela 1427 Unibetsitate 24v

### Tarifas del Bilbao City View (autobús turístico)
- Adulto (> 13 años) 15€
- Joven (6 12 años) 7€
- Niño (< 6 años) Gratis

N°Autobuses: 2